# 베트남관코박쥐
베트남관코박쥐(Murina lorelieae)는 애기박쥐과에 속하는 박쥐의 일종이다. 중국과 베트남에 널리 분포한다.

## 특징
작은 크기의 박쥐로 전체 몸길이는 71~85mm이고, 전완장은 30.8~35.6mm, 꼬리 길이는 30mm, 발 길이는 9mm이다. 귀는 14~16mm이고 몸무게는 최대 6.5g이다.